# Medaille 10 Jahre Astana
| Medaille 10 Jahre Astana |
| ------------------------ |
| Medaille                 |
| Bandschnalle             |

Die Medaille 10 Jahre Astana ist eine staatliche Auszeichnung der Republik Kasachstan, die am 6. Mai 2008 vom kasachischen Präsidenten Nursultan Nasarbajew gegründet wurde. Anlass war das 10-jährige Jubiläum der Verlegung der Hauptstadt nach Astana.

## Beschreibung
Die Medaille 10 Jahre Astana ist aus Messing und hat einen Durchmesser von 40 Millimeter. Die Vorderseite hat die Form eines Oktaeders und ist mit traditionellen Ornamenten der kasachischen Kultur verziert. In der Mitte sind in einem Kreis der Ak-Orda-Palast und der Bajterek-Turm, die Wahrzeichen der Hauptstadt Astana, abgebildet. Auf der Rückseite steht geschrieben: ҚАЗАҚСТАН РЕСПУБЛИКАСЫ 2008.

## Vergabe
Vergeben wird die Medaille an Bürger der Republik Kasachstan und ausländische Staatsbürger, die bedeutende Beiträge zur Entwicklung der Republik Kasachstan und deren Hauptstadt gemacht haben.

## Bisherige Träger

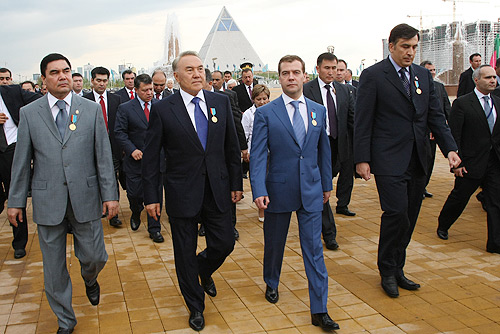
Gurbanguly Berdimuhamedow, Nursultan Nasarbajew, Dmitri Medwedew und Micheil Saakaschwili beim Besuch von Astana mit den Medaillen auf der Brust

Bisherige Träger sind unter anderem:
- Abdullah II. (König von Jordanien)
- İlham Əliyev (aserbaidschanischer Präsident)
- Kurmanbek Bakijew (ehem. kirgisischer Präsident)
- Gurbanguly Berdimuhamedow (turkmenischer Präsident)
- Abdullah Gül (türkischer Präsident)
- Dmitri Medwedew (russischer Präsident)
- Nursultan Nasarbajew (kasachischer Präsident)
- Emomalij Rahmon (tadschikischer Präsident)
- Micheil Saakaschwili (georgischer Präsident)
- Sersch Sargsjan (armenischer Präsident)